# Keep Talking and Nobody Explodes
Keep Talking and Nobody Explodes je logická videohra vyvinutá a vydaná kanadským studiem Steel Crate Games. Ve hře má hráč za úkol zneškodnit procedurálně generované bomby s pomocí ostatních hráčů, kteří prochází manuál s pokyny. Byla navržena s ohledem na podporu virtuální reality, přičemž nejprve byla k dispozici na zařízeních Samsung Gear VR s operačním systémem Android. Později byla portována na podporovaná zařízení s operačními systémy Microsoft Windows, macOS, PlayStation 4 a Linux; v některých případech ji však bylo možné hrát i bez virtuální reality. V srpnu 2018 byla vydána aktualizace, která odstranila požadavek na virtuální realitu pro tyto stávající systémy a také zpřístupnila verze pro Nintendo Switch a Xbox One. Porty bez VR pro iOS a Android byly vydány v srpnu 2019.

## Hratelnost
Hra je navržena tak, aby ji hráli nejméně dvěma hráči, přičemž jeden z nich je „Pyrotechnik“, který hru hraje na zařízení (pomocí klávesnice a myši, dotykové obrazovky, gamepadu nebo headsetu pro virtuální realitu), a zbývající hráči jsou „Specialisté“, kteří prochází dodaný manuál k zneškodnění bomby. Jak je hra navržena, pyrotechnik se nemůže dívat do manuálu a musí se spoléhat na instrukce od specialistů; stejně tak specialisté nemohou vidět bombu a musí se spoléhat na to, že jim ji pyrotechnik popíše. Specialisté a Pyrotechnik spolu mohou komunikovat buď přímo u stolu, nebo online pomocí samostatné hlasové služby.
Každá bomba ve hře se skládá z několika modulů; moduly jsou na sobě nezávislé a mohou být zneškodněny v libovolném pořadí. Většina modulů vyžaduje zneškodnění, přičemž bomba je úspěšně zneškodněna, když jsou všechny takové moduly úspěšně zneškodněny. Zneškodnění těchto modulů vyžaduje, aby Pyrotechnik předal vizuální indikátory Specialistům, kteří pak pomocí manuálu určí, jaké akce má Pyrotechnik provést. Jiné moduly jsou „hlídací“: nelze je deaktivovat a vyžadují pravidelnou pozornost, aby se zabránilo vzniku chyby. Každá bomba bude mít také časovač; pokud dosáhne nuly, bomba exploduje. Bomby mají také maximální počet chyb způsobených během zneškodňování (což také urychluje časovač), a pokud je tohoto maxima dosaženo, bomba také exploduje. Mezi další překážky pro Pyrotechnika patří dočasné zhasínání světel ve virtuální místnosti a budíky, které Pyrotechnika rozptylují.
Moduly používají složité sady instrukcí a prvky podobné hlavolamům. Instrukce pro zneškodnění jsou obecně podmíněny konfigurací konkrétního modulu; například Specialisté mohou potřebovat provést Pyrotechnika bludištěm, jehož stěny Pyrotechnik nevidí, ale jelikož manuál obsahuje mapy pro řadu bludišť, musí Pyrotechnik Specialistům pomoci určit, která mapu daný modul používá. Některé moduly záměrně komplikují verbální komunikaci: některé používají neobvyklé glyfy, které vyžadují popis, jiné moduly používají slova, která mohou být homofony jiných podobných slov („mít“ a „mýt“ nebo „mě“ a „mně“), nezvratnými slovesy („tys“ a „ty jsi“ nebo „kdys“ a „kdy jsi“) nebo běžnými slovy, která by se v dané situaci jinak používala („čekej“ nebo „další“) a která by se mohla snadno zaměnit během komunikace mezi Pyrotechnikem a Specialisty. Mnoho modulů má více fází, které vyžadují, aby Specialisté sledovali minulé akce, když procházejí jednotlivými fázemi. Zneškodnění některých modulů může také záviset na stavu bomby, například na počtu aktuálně provedených chyb, nebo na vnějších ozdobách bomby, jako je sériové číslo nebo přítomnost baterií.
Hra je rozdělena do několika předem určených úrovní, které jsou rozděleny do skupin dovedností, které určují počet a typy modulů, čas potřebný k zneškodnění bomby a maximální počet chyb. Každá úroveň vygeneruje procedurálním způsobem bombu a její moduly, které je třeba zneškodnit. Hráči si také mohou vytvořit vlastní výzvu na základě počtu modulů, času a chyb.

## Vývoj
Vývojáři Allen Pestaluky, Ben Kane a Brian Fetter původně hru vytvořili hru pro Global Game Jam 2014. Tam měli k dispozici několik vývojových sad pro Oculus Rift a chtěli využít novinky virtuální reality. Jejich původní hra, simulátor jízdy na horské dráze, přilákala řadu lidí, kteří si ji chtěli vyzkoušet. Všimli si však, že zatímco se nositel headsetu baví, ti, kteří čekají, až na ně přijde řada, tuto radost nesdílejí. To jim dalo nápad na hru, kterou by mohl sdílet jak uživatel headsetu, tak i ti, kteří ho sledují. Přestože měli na mysli několik scénářů, zneškodnění bomby bylo nejzajímavější a zároveň něco, co mohli během Game Jamu dokončit. Na konci Game Jamu představili svou hru ostatním zúčastněným vývojářům a nahráli svůj první průběh hraní videohry, který později zveřejnili na YouTube. Reakce na Game Jamu i od diváků YouTube, kteří hru označili za „k popukání“, vedla trojici k uvědomění, že jsou na stopě prodejně žádaného titulu, a proto hru vyvinuli pro plné vydání. Při vývoji různých pravidel pro zneškodňování modulů byla tato pravidla původně vytvořena procedurálně podobně jako samotné bomby, aby je bylo možné přesouvat mezi různými demonstracemi na veletrzích; ačkoli finální verze hry má staticky definovaná pravidla pro zneškodňování, existuje rámec, který lze použít k úpravě pravidel v budoucích verzích.
Verze hry pro PlayStation VR byla vydána 13. října 2016, zatímco verze pro platformu virtuální reality Google Daydream pro Android byla vydána 10. listopadu 2016. Studio Steel Crate 16. srpna 2018 vydalo verzi bez VR pro PlayStation 4, Nintendo Switch a Xbox One; jednalo se o bezplatnou aktualizaci pro stávající majitele hry. Porty pro zařízení iOS a Android bez podpory VR byly vydány 1. srpna 2019.

## Přijetí
| Agregátor  | Skóre                                |
| ---------- | ------------------------------------ |
| Metacritic | (NS) 84/100 (PC) 71/100 (PS4) 88/100 |

| Udělil      | Skóre |
| ----------- | ----- |
| Destructoid | 9/10  |

Podle agregátoru recenzí Metacritic obdržela PC verze hry „smíšené nebo průměrné“ recenze, zatímco verze pro Nintendo Switch a PlayStation 4 „obecně příznivé recenze“.
Web Destructoid udělil hře skóre 9 z 10 a uvedl: „Pokud vás unavuje neustálé hraní Cards Against Humanity, Monopoly a deskové hry Gargoyles na Laserdiscu, pak vám Keep Talking a Nobody Explodes jistě nabídne řešení, které hledáte, za předpokladu, že máte přátele připravené se do daného úkolu pustit.“
Sam Machkovech z Ars Technica hru zrecenzoval a označil ji za „nutnost“, ačkoli také poznamenal, že jakmile hráči přijdou na určité moduly, mohou jim místo výzvy „připadat jako povinnosti“. Také si všiml potenciálu hry jako párty hry, která je stejně zábavná i pro diváky.

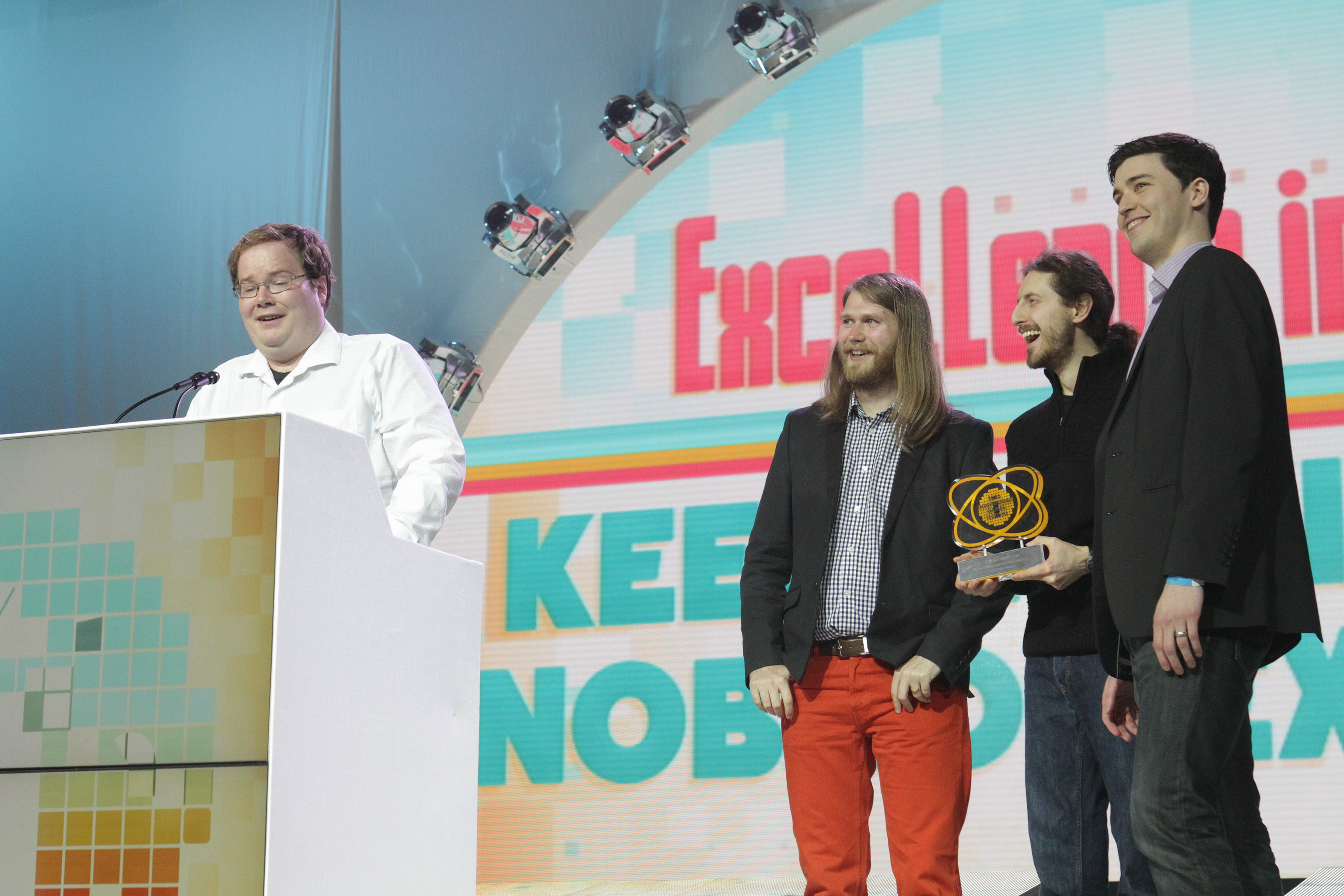
Trojice vývojářů (Fetter, Pestaluky, Kane) přebírající ocenění Excelentní design na festivalu Independent Games Festival 2016

Do března 2016 se hry prodalo více než 200 000 kopií.

### Ocenění a nominace
| Rok  | Ocenění                                        | Kategorie                    | Výsledek  | Ref.   |
| ---- | ---------------------------------------------- | ---------------------------- | --------- | ------ |
| 2015 | National Academy of Video Game Trade Reviewers | Hra, strategie               | vítězství | [ 15 ] |
| 2016 | Independent Games Festival                     | Velká cena Seumase McNallyho | nominace  | [ 16 ] |
| 2016 | Independent Games Festival                     | Excelentní design            | vítězství | [ 17 ] |
| 2016 | Independent Games Festival                     | Nuovo (Inovace)              | nominace  | [ 16 ] |
| 2016 | Game Developers Choice Awards                  | Nejlepší debut               | nominace  | [ 18 ] |
| 2016 | British Academy Games Awards                   | Debutová hra                 | nominace  | [ 19 ] |